# Saison 2020-2021 des Hurricanes de la Caroline
Autres saisons
Saison précédente Saison suivante
La saison 2020-2021 des Hurricanes de la Caroline est la 42e saison de hockey sur glace jouée par la franchise dans la Ligue nationale de hockey. Cette saison est particulière, à cause de la pandémie de la Covid-19, débute en janvier et se dispute sur un calendrier condensé de 56 matchs.

## Avant-saison

### Contexte
Depuis la saison 2018-2019 et l'arrivée de Roderick Brind'Amour à la tête de l'équipe, les Hurricanes participent à chaque fois  aux Séries éliminatoires. Avec un bon nombre de leur joueurs arrivés à maturité et quelques transferts intéressants, les supporter de la Caroline ont des attentes élevées pour cette saison.

### Mouvements d’effectifs

#### Transactions
| Date              | Acquisition des Hurricanes                                     | Partenaire d'échange     | Acquisition du partenaire |
| ----------------- | -------------------------------------------------------------- | ------------------------ | ------------------------- |
| 12 septembre 2020 | Choix de cinquième tour au repêchage de 2020                   | Canadiens de Montréal    | Joel Edmundson            |
| 12 janvier 2021   | Maxime Lajoie                                                  | Sénateurs d'Ottawa       | Clark Bishop              |
| 13 février 2021   | Alexander Galchenyuk et Cédric Paquette                        | Sénateurs d'Ottawa       | Ryan Dzingel              |
| 13 février 2021   | Choix de septième tour au repêchage de 2022                    | Blue Jackets de Columbus | Grégory Hofmann           |
| 15 février 2021   | Iegor Korchkov et David Warsofsky                              | Maple Leafs de Toronto   | Alexander Galchenyuk      |
| 12 avril 2021     | Jani Hakanpää et un choix de sixième tour au repêchage de 2022 | Ducks d'Anaheim          | Haydn Fleury              |
| 12 juillet 2021   | Dylan Wells                                                    | Oilers d'Edmonton        | Considérations futures    |

#### Signatures d'agent libre
| Joueur             | Date             | Ancienne franchise       | Durée du contrat |
| ------------------ | ---------------- | ------------------------ | ---------------- |
| Jesper Fast        | 10 octobre 2020  | Rangers de New York      | 3 ans            |
| Joakim Ryan        | 12 octobre 2020  | Kings de Los Angeles     | 1 an             |
| Vassili Ponomariov | 13 octobre 2020  | Cataractes de Shawinigan | 3 ans            |
| Jeremy Bracco      | 16 octobre 2020  | Maple Leafs de Toronto   | 1 an             |
| Dave Gust          | 16 octobre 2020  | Checkers de Charlotte    | 1 an             |
| Sheldon Rempal     | 16 octobre 2020  | Kings de Los Angeles     | 1 an             |
| Drew Shore         | 22 octobre 2020  | Torpedo Nijni Novgorod   | 1 an             |
| Antoine Bibeau     | 22 octobre 2020  | Avalanche du Colorado    | 1 an             |
| Seth Jarvis        | 28 décembre 2020 | Winterhawks de Portland  | 3 ans            |
| Jamieson Rees      | 30 décembre 2020 | Sting de Sarnia          | 3 ans            |
| Beck Warm          | 6 mars 2021      | Wolves de Chicago        | 2 ans            |
| Piotr Kotchetkov   | 1er mai 2021     | Torpedo Nijni Novgorod   | 2 ans            |
| Eetu Mäkiniemi     | 1er mai 2021     | Ilves                    | 2 ans            |
| Cavan Fitzgerald   | 11 mai 2021      | Wolves de Chicago        | 2 ans            |
| Tuukka Tieksola    | 14 mai 2021      | Kärpät Oulu              | 3 ans            |
| Blake Murray       | 24 mai 2021      | Wolves de Sudbury        | 3 ans            |
| Éric Gélinas       | 13 juin 2021     | Rögle BK                 | 1 an             |
| Jack Drury         | 7 juillet 2021   | Växjö Lakers HC          | 3 ans            |

#### Départs d'agent libre
| Joueur              | Date            | Franchise suivante     |
| ------------------- | --------------- | ---------------------- |
| Trevor Van Riemsdyk | 10 octobre 2020 | Capitals de Washington |
| Callum Booth        | 10 octobre 2020 | Bruins de Boston       |
| Sami Vatanen        | 7 janvier 2021  | Devils du New Jersey   |
| Joakim Ryan         | 11 juin 2021    | Malmö Redhawks         |

#### Prolongations de contrat
| Joueur           | Date              | Durée du contrat |
| ---------------- | ----------------- | ---------------- |
| Clark Bishop     | 13 octobre 2020   | 1 an             |
| Spencer Smallman | 14 octobre 2020   | 1 an             |
| Steven Lorentz   | 15 octobre 2020   | 2 ans            |
| Gustav Forsling  | 24 octobre 2020   | 1 an             |
| Haydn Fleury     | 28 octobre 2020   | 2 ans            |
| Max McCormick    | 28 octobre 2020   | 1 an             |
| Warren Foegele   | 1er novembre 2020 | 1 an             |
| Roland McKeown   | 18 décembre 2020  | 1 an             |
| Morgan Geekie    | 16 juillet 2021   | 1 an             |

#### Résiliations de contrat
| Joueur        | Date            |
| ------------- | --------------- |
| Jeremy Bracco | 27 janvier 2021 |
| Jason Cotton  | 7 avril 2021    |

#### Réclamé au ballotage
| Joueur         | Date            | Ancienne franchise |
| -------------- | --------------- | ------------------ |
| Anton Forsberg | 12 janvier 2021 | Oilers d'Edmonton  |

#### Départ au ballotage
| Joueur          | Date            | Franchise suivante     |
| --------------- | --------------- | ---------------------- |
| Gustav Forsling | 9 janvier 2021  | Panthers de la Floride |
| Anton Forsberg  | 15 janvier 2021 | Jets de Winnipeg       |

#### Retrait de la compétition
| Joueur          | Date           |
| --------------- | -------------- |
| Justin Williams | 8 octobre 2020 |
| Drew Shore      | 15 juin 2021   |

### Joueurs repêchés
Les Hurricaness possèdent le 13e choix lors du repêchage de 2020 se déroulant virtuellement. Ils sélectionnent au premier tour Seth Jarvis, centre des Winterhawks de Portland de la  Ligue de hockey de l'Ouest. La liste des joueurs repêchés en 2020 par les est la suivante :
| Tour | Choix | Nom                 | Poste         | Nationalité | Équipe précédente                |
| ---- | ----- | ------------------- | ------------- | ----------- | -------------------------------- |
| 1    | 13    | Seth Jarvis         | Centre        | Canada      | Winterhawks de Portland (LHOu)   |
| 2    | 41    | Noel Gunler         | Ailier droit  | Suède       | Luleå HF (SHL)                   |
| 2    | 53    | Vassili Ponomariov  | Centre        | Russie      | Cataractes de Shawinigan (LHJMQ) |
| 3    | 69    | Aleksandr Nikichine | Défenseur     | Russie      | HK Spartak Moscou (KHL)          |
| 4    | 115   | Zion Nybeck         | Ailier gauche | Suède       | HV 71 (SHL)                      |
| 6    | 159   | Lucas Mercuri       | Centre        | Canada      | Buccaneers de Des Moines (USHL)  |
| 7    | 199   | Aleksandr Pachine   | Ailier droit  | Russie      | Tolpar (MHL)                     |
| 7    | 208   | Ronan Seeley        | Défenseur     | Canada      | Silvertips d'Everett (LHOu)      |

Les Hurricanes ont également cédé quatre de leurs choix d'origine :
- le 22e, un choix de première ronde aux Rangers de New York le 24 février 2020 en retour de Brady Skjei[48].
- le 84e, un choix de troisième ronde aux Devils du New Jersey le 24 février 2020 en compagnie de Fredrik Claesson et de Janne Kuokkanen, en retour de Sami Vatanen[49].
- le 146e, un choix de cinquième ronde acquis par les Blues de Saint-Louis lors d'un échange le 24 septembre 2019 en compagnie de Justin Faulk, en retour de Joel Edmundson, de Dominik Bokk et d'un choix de septième ronde en 2021[50].
- le 177e, un choix de sixième ronde acquis par les Maple Leafs de Torontolors d'un échange le 22 juin 2019, en retour de Patrick Marleau et d'un choix de première et qu'un de septième ronde en 2020[44].

## Composition de l'équipe
L'équipe 2020-2021 des Hurricanes est entraînée au départ par Roderick Brind'Amour, assisté de Dean Chynoweth, Jeff Daniels, Paul Schonfelder et Chris Huffine ; le directeur général de la franchise est Donald Waddell.
Les joueurs utilisés depuis le début de la saison sont inscrits dans le tableau ci-dessous. Les buts des séances de tir de fusillade ne sont pas comptés dans ces statistiques. Certains des joueurs ont également joué des matchs avec l'équipe associée aux Hurricanes : les Wolves de Chicago, franchise de la Ligue américaine de hockey.
En raison de la pandémie, la ligue met en place un encadrement élargis appelé Taxi-squad. Il s'agit de joueurs se tenant à disposition avec l'équipe prêt à remplacer un joueur qui serait tester positif à la COVID-19. Quatorze parmi eux n'ont disputé aucune rencontre avec les Hurricanes, il s'agit d'Antoine Bibeau, de David Gust, de Roland McKeown, de Spencer Smallman et de Beck Warm.
| No | Nationalité        | Joueur                | PJ | V  | D | DP | Min   | BC | BL | Moy  | %Arr | A | Pun | Commentaire |
| -- | ------------------ | --------------------- | -- | -- | - | -- | ----- | -- | -- | ---- | ---- | - | --- | ----------- |
| 34 | République tchèque | Petr Mrázek           | 12 | 6  | 2 | 3  | 671   | 23 | 3  | 2,06 | 92,3 | 0 | 0   |             |
| 39 | États-Unis         | Alexander Nedeljkovic | 23 | 15 | 5 | 3  | 1 392 | 44 | 3  | 1,90 | 93,2 | 0 | 2   |             |
| 47 | Canada             | James Reimer          | 22 | 15 | 5 | 2  | 1 331 | 59 | 0  | 2,66 | 90,6 | 0 | 0   |             |

| No | Nationalité | Joueur           | PJ | B  | A  | Pts | Pun | Commentaire                                   |
| -- | ----------- | ---------------- | -- | -- | -- | --- | --- | --------------------------------------------- |
| 4  | Canada      | Haydn Fleury     | 35 | 1  | 0  | 1   | 6   | A fini la saison avec les Ducks d'Anaheim     |
| 19 | Canada      | Douglas Hamilton | 55 | 10 | 32 | 42  | 35  |                                               |
| 22 | États-Unis  | Brett Pesce      | 55 | 4  | 21 | 25  | 20  |                                               |
| 24 | Canada      | Jake Bean        | 42 | 1  | 11 | 12  | 10  |                                               |
| 33 | Suède       | Joakim Ryan      | 4  | 0  | 0  | 0   | 0   |                                               |
| 44 | États-Unis  | Joey Keane       | 1  | 0  | 0  | 0   | 0   |                                               |
| 51 | États-Unis  | Jake Gardiner    | 26 | 0  | 8  | 8   | 11  |                                               |
| 58 | Finlande    | Jani Hakanpää    | 15 | 2  | 1  | 3   | 4   | A commencé la saison avec les Ducks d'Anaheim |
| 74 | États-Unis  | Jaccob Slavin    | 52 | 3  | 12 | 15  | 2   | assistant capitaine                           |
| 76 | États-Unis  | Brady Skjei      | 52 | 3  | 7  | 10  | 30  |                                               |

| No | Nationalité        | Joueur             | Poste | PJ | B  | A  | Pts | Pun | Commentaire                                      |
| -- | ------------------ | ------------------ | ----- | -- | -- | -- | --- | --- | ------------------------------------------------ |
| 11 | Canada             | Jordan Staal       | AD    | 53 | 16 | 22 | 38  | 30  | capitaine de l'équipe                            |
| 13 | Canada             | Warren Foegele     | C     | 53 | 10 | 10 | 20  | 20  |                                                  |
| 16 | États-Unis         | Vincent Trocheck   | C     | 47 | 17 | 26 | 43  | 20  |                                                  |
| 18 | États-Unis         | Ryan Dzingel       | AD    | 38 | 3  | 4  | 7   | 17  | A fini la saison avec les Sénateurs d'Ottawa     |
| 18 | Canada             | Cédric Paquette    | C     | 11 | 2  | 2  | 4   | 2   | A commencé la saison avec les Sénateurs d'Ottawa |
| 20 | Finlande           | Sebastian Aho      | AD    | 56 | 24 | 33 | 57  | 32  |                                                  |
| 21 | Suisse             | Nino Niederreiter  | C     | 56 | 20 | 14 | 34  | 29  |                                                  |
| 23 | Canada             | Brock McGinn       | C     | 37 | 8  | 5  | 13  | 6   |                                                  |
| 28 | États-Unis         | Max McCormick      | AG    | 12 | 2  | 1  | 3   | 9   |                                                  |
| 29 | États-Unis         | Drew Shore         | AD    | 4  | 0  | 0  | 0   | 2   |                                                  |
| 37 | Russie             | Andreï Svetchnikov | AG    | 55 | 15 | 27 | 42  | 44  |                                                  |
| 41 | Canada             | Sheldon Rempal     | AG    | 3  | 0  | 0  | 0   | 0   |                                                  |
| 48 | Canada             | Jordan Martinook   | AD    | 44 | 4  | 9  | 13  | 25  | assistant capitaine                              |
| 67 | Canada             | Morgan Geekie      | AD    | 36 | 3  | 6  | 9   | 10  |                                                  |
| 71 | Suède              | Jesper Fast        | AG    | 46 | 6  | 13 | 19  | 14  |                                                  |
| 78 | Canada             | Steven Lorentz     | AD    | 45 | 2  | 6  | 8   | 8   |                                                  |
| 86 | Finlande           | Teuvo Teräväinen   | C     | 21 | 5  | 10 | 15  | 4   |                                                  |
| 88 | République tchèque | Martin Nečas       | AD    | 53 | 14 | 27 | 41  | 10  |                                                  |

## Saison régulière

### Match après match
Cette section présente les résultats de la saison régulière qui s'est déroulée du 13 janvier au 12 mai. Le calendrier de cette dernière est annoncé par la ligue le 23 décembre 2020.
Nota : les résultats sont indiqués dans la boîte déroulante ci-dessous afin de ne pas surcharger l'affichage de la page. La colonne « Fiche » indique à chaque match le parcours de l'équipe au niveau des victoires, défaites et défaites en prolongation ou lors de la séance de tir de fusillade (dans l'ordre). La colonne « Pts » indique les points récoltés par l'équipe au cours de la saison. Une victoire rapporte deux points et une défaite en prolongation, un seul.
| No | Date       | Adversaire   | Lieu      | Score    | Buteur(s) des Hurricanes | Fiche       | Pts              | Gardien de but | Patinoire                | Résumé     |
| -- | ---------- | ------------ | --------- | -------- | --- | ----------- | ---------------- | -------------- | ------------------------ | ---------- |
| 1  | 14 janvier | Red Wings    | Détroit   | 3–0      | Niederreiter (Teräväinen – Aho) Dzingel (Gardiner – Nečas) Svetchnikov (Teräväinen) | 1–0–0       | 2                | Mrázek         | Little Caesars Arena     | [ fdm 1 ]  |
| 2  | 16 janvier | Red Wings    | Détroit   | 2–4      | Trocheck (Svetchnikov – Hamilton) Svetchnikov (Martinook) | 1–1–0       | 2                | Mrázek         | Little Caesars Arena     | [ fdm 2 ]  |
| 3  | 18 janvier | Predators    | Nashville | 4–2      | Svetchnikov (Hamilton – Aho) Trocheck Aho (Svetchnikov – Gardiner) Niederreiter (Trocheck – Slavin)                                                                                               | 2–1–0       | 4                | Reimer         | Bridgestone Arena        | [ fdm 3 ]  |
| 4  | 28 janvier | Lightning    | Raleigh   | 0–1 (P)  | Nečas (Staal – Hamilton) | 3–1–0       | 6                | Mrázek         | PNC Arena                | [ fdm 4 ]  |
| 5  | 30 janvier | Stars        | Raleigh   | 1–4      | Trocheck (Nečas – Lorentz) Trocheck (Aho – Staal) Svetchnikov (Aho – Trocheck) Dzingel (Nečas – Gardiner)                                                                                         | 4–1–0       | 8                | Reimer         | PNC Arena                | [ fdm 5 ]  |
| 6  | 31 janvier | Stars        | Raleigh   | 3–4 (TF) | Staal (Hamilton – Aho) · McGinn (Staal – Skjei) · Niederreiter (Pesce) · TF : Hamilton - Svetchnikov - Trocheck                                                                                   | 5–1–0       | 10               | Reimer         | PNC Arena                | [ fdm 6 ]  |
| 7  | 2 février  | Blackhawks   | Chicago   | 4–3 (TF) | Svetchnikov (Foegele – Staal) · Foegele (Staal – Skjei) · Trocheck (Niederreiter – Pesce) · TF : Hamilton - Trocheck - Svetchnikov                                                                | 6–1–0       | 12               | Reimer         | United Center            | [ fdm 7 ]  |
| 8  | 4 février  | Blackhawks   | Chicago   | 4–6      | Aho (Hamilton – Svetchnikov) Niederreiter (Nečas – Slavin) Svetchnikov (Hamilton) McGinn (Aho – Pesce)                                                                                            | 6–2–0       | 12               | Reimer         | United Center            | [ fdm 8 ]  |
| 9  | 7 février  | Blue Jackets | Columbus  | 6–5      | McGinn (Aho – Svetchnikov) Foegele (Staal – Dzingel) Pesce (Martinook – Fast) Trocheck (pesce – Skjei) Staal (Trocheck – Hamilton) Hamilton (Dzingel – Staal)                                     | 7–2–0       | 14               | Reimer         | Nationwide Arena         | [ fdm 9 ]  |
| 10 | 8 février  | Blue Jackets | Columbus  | 2–3      | Niederreiter McGinn (Foegele – Martinook) | 7–3–0       | 14               | Nedeljkovic    | Nationwide Arena         | [ fdm 10 ] |
| 11 | 11 février | Stars        | Dallas    | 5–3      | Aho (Staal – Trocheck) Staal (Svetchnikov – Pesce) McGinn (Pesce) Niederreiter (Hamilton – Trocheck) Foegele (Aho)                                                                                | 8–3–0       | 16               | Reimer         | American Airlines Center | [ fdm 11 ] |
| 12 | 13 février | Stars        | Dallas    | 4–3 (TF) | Martinook (Gardiner – Fast) · Teräväinen (Nečas – Gardiner) · Staal (Svetchnikov – Trocheck) · TF : Hamilton - Trocheck                                                                           | 9–3–0       | 18               | Nedeljkovic    | American Airlines Center | [ fdm 12 ] |
| 13 | 15 février | Blue Jackets | Raleigh   | 3–7      | Aho (Slavin – McGinn) Staal (Foegele – Bean) McGinn (Teräväinen – Aho) Teräväinen (McGinn – Gardiner) Niederreiter (Teräväinen – Nečas) McGinn (Bean – Teräväinen) Staal (Trocheck – Svetchnikov) | 10–3–0      | 20               | Reimer         | PNC Arena                | [ fdm 13 ] |
| 14 | 17 février | Panthers     | Raleigh   | 4–3 (P)  | Staal (Foegele) Aho (Pesce – McGinn) Trocheck (Svetchnikov – Hamilton) | 10–3–1      | 21               | Nedeljkovic    | PNC Arena                | [ fdm 14 ] |
| 15 | 19 février | Blackhawks   | Raleigh   | 3–5      | Niederreiter (Slavin) Trocheck (Bean – Niederreiter) Nečas (Gardiner – Teräväinen) Niederreiter (Fast – Nečas)                                                                                    | 11–3–1      | 23               | Reimer         | PNC Arena                | [ fdm 15 ] |
| 16 | 20 février | Lightning    | Raleigh   | 0–4      | Trocheck (Niederreiter – Nečas) Aho (Svetchnikov) Paquette (Bean – Martinook) Svetchnikov (Aho – McGinn)                                                                                          | 12–3–1      | 25               | Nedeljkovic    | PNC Arena                | [ fdm 16 ] |
| 17 | 22 février | Lightning    | Raleigh   | 4–2      | Fast (Nečas – Bean) Fast (Pesce – Hamilton) | 12–4–1      | 25               | Reimer         | PNC Arena                | [ fdm 17 ] |
| 18 | 24 février | Lightning    | Tampa     | 0–3      | | 12–5–1      | 25               | Nedeljkovic    | Amalie Arena             | [ fdm 18 ] |
| 19 | 25 février | Lightning    | Tampa     | 1–3      | Pesce (Fast – Aho) | 12–6–1      | 25               | Reimer         | Amalie Arena             | [ fdm 19 ] |
| 20 | 27 février | Panthers     | Sunrise   | 4–3 (TF) | Trocheck (Hamilton – Svetchnikov) · Bean (Pesce – Fast) · Foegele (Pesce – Paquette) · TF : Hamilton - Trocheck - Svetchnikov - Nečas- Aho                                                        | 13–6–1      | 27               | Reimer         | BB&T Center              | [ fdm 20 ] |
| 21 | 1er mars   | Panthers     | Sunrise   | 3–2 (P)  | Pesce (Bean – Nečas) Trocheck (Niederreiter – Nečas) Nečas (Aho – Hamilton) | 14–6–1      | 29               | Nedeljkovic    | BB&T Center              | [ fdm 21 ] |
| 22 | 2 mars     | Predators    | Nashville | 4–2      | Aho (Nečas) Trocheck (Hamilton – Staal) Lorentz (Martinook – Paquette) Aho (Staal – Slavin) | 15–6–1      | 31               | Reimer         | Bridgestone Arena        | [ fdm 22 ] |
| 23 | 4 mars     | Red Wings    | Raleigh   | 2–5      | Svetchnikov (Hamilton – Staal) Nečas (Niederreiter – Trocheck) Staal (Fast – Hamilton) Fast (Svetchnikov – Staal) Niederreiter (Nečas – Trocheck)                                                 | 16–6–1      | 33               | Nedeljkovic    | PNC Arena                | [ fdm 23 ] |
| 24 | 7 mars     | Panthers     | Raleigh   | 2–4      | Trocheck (Svetchnikov -Hamilton) Niederreiter (Nečas – Aho) Aho (Martinook – Slavin) Foegele (McGinn)                                                                                             | 17–6–1      | 35               | Reimer         | PNC Arena                | [ fdm 24 ] |
| 25 | 9 mars     | Predators    | Raleigh   | 2–3 (P)  | Staal (Aho – Trocheck) Aho (Hamilton – Trocheck) Staal (Slavin) | 18–6–1      | 37               | Nedeljkovic    | PNC Arena                | [ fdm 25 ] |
| 26 | 11 mars    | Predators    | Raleigh   | 1–5      | Geekie (Bean – Niederreiter) McGinn (Foegele) Hamilton (Svetchnikov – Fast) Geekie (Bean – Pesce) Nečas (Svetchnikov – Hamilton)                                                                  | 19–6–1      | 39               | Reimer         | PNC Arena                | [ fdm 26 ] |
| 27 | 14 mars    | Red Wings    | Détroit   | 2–1      | Hamilton Niederreiter (Aho – Slavin) | 20–6–1      | 41               | Nedeljkovic    | Little Caesars Arena     | [ fdm 27 ] |
| 28 | 16 mars    | Red Wings    | Détroit   | 2–4      | Niederreiter (Fast – Bean) Aho (Nečas – Hamilton) | 20–7–1      | 41               | Reimer         | Little Caesars Arena     | [ fdm 28 ] |
| 29 | 18 mars    | Blue Jackets | Raleigh   | 3–2 (P)  | Aho (Niederreiter – Foegele) Aho (Nečas – Hamilton) | 20–7–2      | 42               | Nedeljkovic    | PNC Arena                | [ fdm 29 ] |
| 30 | 20 mars    | Blue Jackets | Raleigh   | 3–2 (TF) | Svetchnikov (Pesce – Fast) · Foegele (Hamilton – Martinook) · TF : Hamilton - Nečas - Svetchnikov - Niederreiter                                                                                  | 20–7–3      | 43               | Reimer         | PNC Arena                | [ fdm 30 ] |
| 31 | 22 mars    | Blue Jackets | Columbus  | 3–0      | Skjei (Aho – Fast) Fast (Pesce – Staal) Nečas (Aho – Hamilton) | 21–7–3      | 45               | Nedeljkovic    | Nationwide Arena         | [ fdm 31 ] |
| 32 | 25 mars    | Blue Jackets | Columbus  | 4–3 (P)  | Paquette (Skjei – Lorentz) Nečas (Svetchnikov – Bean) Niederreiter (Slavin – Hamilton) Aho (Nečas)                                                                                                | Nedeljkovic | Nationwide Arena | 22–7–3         | 47                       | [ fdm 32 ] |
| 33 | 27 mars    | Lightning    | Raleigh   | 3–4      | Paquette (Nečas – Pesce) Aho (Niederreiter – Nečas) Nečas (Aho – Svetchnikov) Nečas (Hamilton – Staal)                                                                                            | 23–7–3      | 49               | Reimer         | PNC Arena                | [ fdm 33 ] |
| 34 | 30 mars    | Blackhawks   | Chicago   | 1–2      | Svetchnikov (Skjei – Trocheck) | 23–8–3      | 49               | Nedeljkovic    | United Center            | [ fdm 34 ] |
| 35 | 1er avril  | Blackhawks   | Chicago   | 4–3      | Trocheck (Hamilton – Fast) Foegele (Staal – Hamilton) Foegele (Niederreiter – Stal) Fast (Trocheck – Pesce)                                                                                       | 24–8–3      | 51               | Reimer         | United Center            | [ fdm 35 ] |
| 36 | 3 avril    | Stars        | Raleigh   | 3–2      | Hamilton (Trocheck) Fleury (Martinook – Pesce) | 24–9–3      | 51               | Nedeljkovic    | PNC Arena                | [ fdm 36 ] |
| 37 | 4 avril    | Stars        | Raleigh   | 0–1      | Martinook (Trocheck – Pesce) | 25–9–3      | 53               | Mrázek         | PNC Arena                | [ fdm 37 ] |
| 38 | 6 avril    | Panthers     | Raleigh   | 2–5      | Trocheck (Aho – Svetchnikov) Hamilton (Trocheck – Aho) Staal Staal (Foegele) Fast (Aho) | 26–9–3      | 55               | Mrázek         | PNC Arena                | [ fdm 38 ] |
| 39 | 8 avril    | Panthers     | Raleigh   | 0–3      | Aho (Trocheck – Svetchnikov) Trocheck (Nečas – Skjei) Nečas (Niederreiter) | 27–9–3      | 57               | Nedeljkovic    | PNC Arena                | [ fdm 39 ] |
| 40 | 10 avril   | Red Wings    | Raleigh   | 5–4 (TF) | Nečas (Trocheck – Hamilton) · Staal (Martinook – Slavin) · Hamilton · Aho (Nečas – Niederreiter) · TF : Hamilton - Trocheck - Svetchnikov - Nečas - Aho - Slavin - Niederreiter                   | 27–9–4      | 58               | Mrázek         | PNC Arena                | [ fdm 40 ] |
| 41 | 12 avril   | Red Wings    | Raleigh   | 3–1      | Niederreiter (Foegele – Staal) | 27–10–4     | 58               | Reimer         | PNC Arena                | [ fdm 41 ] |
| 42 | 15 avril   | Predators    | Raleigh   | 1–4      | Foegele (Staal – Niederreiter) Svetchnikov (Hamilton – Slavin) Trocheck (Pesce – Nečas) Aho (Trocheck – Svetchnikov)                                                                              | 28–10–4     | 60               | Mrázek         | PNC Arena                | [ fdm 42 ] |
| 43 | 17 avril   | Predators    | Raleigh   | 1–3      | Slavin (Geekie – Lorentz) Hakanpää (Trocheck) Svetchnikov (Aho – Hamilton) | 29–10–4     | 62               | Nedeljkovic    | PNC Arena                | [ fdm 43 ] |
| 44 | 19 avril   | Lightning    | Tampa     | 2–3 (P)  | Svetchnikov (Hamilton) Skjei | 29–10–5     | 63               | Mrázek         | Amalie Arena             | [ fdm 44 ] |
| 45 | 20 avril   | Lightning    | Tampa     | 4–1      | Niederreiter (Trocheck – Nečas) Staal (Hamilton – Niederreiter) Lorentz (Geekie – Paquette) Martinook (Aho – Fast)                                                                                | 30–10–5     | 65               | Nedeljkovic    | Amalie Arena             | [ fdm 45 ] |
| 46 | 22 avril   | Panthers     | Sunrise   | 4–2      | Martinook (Staal) Niederreiter (Pesce- Nečas) Aho (Nečas) | 31–10–5     | 67               | Nedeljkovic    | BB&T Center              | [ fdm 46 ] |
| 47 | 24/4       | Panthers     | Sunrise   | 3–4 (P)  | Hamilton (Svetchnikov – Lorentz) Hamilton (Aho – Trocheck) Pesce (Gardiner – Aho) | 31–10–6     | 68               | Nedeljkovic    | BB&T Center              | [ fdm 47 ] |
| 48 | 26 avril   | Stars        | Dallas    | 3–4 (P)  | McCormick (Geekie – Paquette) Slavin (Aho – Niederreiter) Hakanpää (Geekie – Staal) | 31–10–7     | 69               | Reimer         | American Airlines Center | [ fdm 48 ] |
| 49 | 27 avril   | Stars        | Dallas    | 5–1      | Staal (Aho – Svetchnikov) Aho (Pesce – Svetchnikov) Staal (Aho – Svetchnikov) McCormick (Geekie – Lorentz) Niederreiter (Staal – Foegele)                                                         | 32–10–7     | 71               | Nedeljkovic    | American Airlines Center | [ fdm 49 ] |
| 50 | 29 avril   | Red Wings    | Raleigh   | 1–3      | Skjei (Aho – Teräväinen) Foegele (Pesce) Teräväinen (Aho – Svetchnikov) | 33–10–7     | 73               | Reimer         | PNC Arena                | [ fdm 50 ] |
| 51 | 1er mai    | Blue Jackets | Raleigh   | 1–2 (P)  | Teräväinen (Aho – Svetchnikov) Hamilton (Nedeljkovic) | 34–10–7     | 75               | Nedeljkovic    | PNC Arena                | [ fdm 51 ] |
| 52 | 3 mai      | Blackhawks   | Raleigh   | 2–5      | Hamilton (Trocheck – Foegele) Nečas (Trocheck – Bean) Aho (Svetchnikov – Skjei) Aho (Hamilton – Staal) Aho (Fast)                                                                                 | 35–10–7     | 77               | Nedeljkovic    | PNC Arena                | [ fdm 52 ] |
| 53 | 4 mai      | Blackhawks   | Raleigh   | 3–6      | Niederreiter (Geekie – Trocheck) Svetchnikov (Slavin – Teräväinen) Svetchnikov (Teräväinen – Aho) Teräväinen (Aho – Svetchnikov) Nečas Niederreiter (Nečas – Trocheck)                            | 36–10–7     | 79               | Mrázek         | PNC Arena                | [ fdm 53 ] |
| 54 | 6 mai      | Blackhawks   | Raleigh   | 2–1 (P)  | Nečas (Hakanpää) | 36–10–8     | 80               | Mrázek         | PNC Arena                | [ fdm 54 ] |
| 55 | 8 mai      | Predators    | Nashville | 1–3      | Geekie (Lorentz – McCormick) | 36–11–8     | 80               | Nedeljkovic    | Bridgestone Arena        | [ fdm 55 ] |
| 56 | 10 mai     | Predators    | Nashville | 0–5      | | 36–12–8     | 80               | Mrázek         | Bridgestone Arena        | [ fdm 56 ] |

### Classement de l'équipe
L'équipe des Hurricanes finit à la première place de la division Centrale Discover et ne se qualifient pour les Séries éliminatoires, L'Avalanche est sacré champion de la division. Au niveau de la Ligue nationale de hockey, cela les place à la troisième place, les premiers étant l'Avalanche du Colorado avec huitante-deux points.
| Clt   | Équipe                    | PJ | V  | D  | DP | BP  | BC  | Pts |
| ----- | ------------------------- | -- | -- | -- | -- | --- | --- | --- |
| +001, | Hurricanes de la Caroline | 56 | 36 | 12 | 8  | 179 | 136 | 80  |
| +002, | Panthers de la Floride    | 56 | 37 | 14 | 5  | 189 | 153 | 79  |
| +003, | Lightning de Tampa Bay    | 56 | 36 | 17 | 3  | 181 | 147 | 75  |
| +004, | Predators de Nashville    | 56 | 31 | 23 | 2  | 156 | 154 | 64  |
| +005, | Stars de Dallas           | 56 | 23 | 19 | 14 | 158 | 154 | 60  |
| +006, | Blackhawks de Chicago     | 56 | 24 | 25 | 7  | 161 | 186 | 55  |
| +007, | Red Wings de Détroit      | 56 | 19 | 27 | 10 | 127 | 171 | 48  |
| +008, | Blue Jackets de Columbus  | 56 | 18 | 26 | 12 | 137 | 187 | 48  |

- En gras : champion de la saison régulière
- En italique : qualifié pour les séries éliminatoires

Avec cent-septante-neuf buts inscrits, les Hurricanes possèdent la dixième attaque de la ligue, les meilleures étant l'Avalanche du Colorado avec cent-nonante-sept buts. Au niveau défensif, les Hurricanes accordent cent-trente-six buts, soit une quatrième place pour la ligue, les Golden Knights de Vegas est l'équipe qui a concédé le moins de buts (cent-vingt-quatre) alors qu'au contraire, les Flyers de Philadelphie en accordent deux-cent-un buts.

### Meneurs de la saison
Sebastian Aho est le joueur des Hurricanes qui a inscrit le plus de buts (vingt-quatre), le classant à la 18e position au niveau de la ligue. Ce classement est remporté par Auston Matthews des Maple Leafs de Toronto avec quarante et une réalisations.
Le joueur comptabilisant le plus d'aides chez les Hurricanes est Sebastian Aho avec trente-trois, ce qui le classe au 28e rang au niveau de la ligue. le meilleur étant Connor McDavid des Oilers d'Edmonton avec septante et une passes comptabilisées.
Sebastian Aho, obtenant un total de cinquante-sept points est le joueur des Hurricanes le mieux placé au classement par point, terminant à la 17e place au niveau de la ligue. Connor McDavid en comptabilise cent-quatre pour remporter ce classement.
Au niveau des défenseurs, Douglas Hamilton est le défenseur le plus prolifique de la saison avec un total de quarante-deux points, terminant à la 8e place au niveau de la ligue. Tyson Barrie des Oilers d'Edmonton est le défenseur comptabilisant le plus de points avec un total de quarante-huit.
Concernant les Gardien, Alexander Nedeljkovic accorde quarante-quatre buts en mille-trois-cent-nonante-trois minutes, pour un pourcentage d’arrêt de nonante-trois, deux, James Reimer accorde cinquante-neuf buts en mille-trois-cent-trente-deux minutes, pour un pourcentage d'arrêt de nonante, six et Petr Mrázek accorde vingt-trois buts en six-cent-septante et une minutes, pour un pourcentage d’arrêt de nonante-deux, trois.Jack Campbell est le gardien ayant accordé le moins de buts (quarante-trois) et Connor Hellebuyck le plus (cent-douze), Hellebuyck est également le gardien disputant le plus de minutes de jeu (deux-mille-six-cent-deux), Alexander Nedeljkovic est le gardien présentant le meilleur taux d’arrêts avec (nonante-trois, deux) et Carter Hart le pire (huitante-sept, sept.
À propos des recrues, Jake Bean comptabilise douze points, finissant à la 26e place au niveau de la ligue. Kirill Kaprizov du Wild du Minnesota est la recrue la plus prolifique avec un total de cinquante et un point.
Enfin, au niveau des pénalités, les Hurricanes ont totalisé quatre-cent-quatorze minutes de pénalité dont quarante-quatre minutes pour Andreï Svetchnikov, ils sont la dix-septième équipe la plus pénalisée de la saison. Le joueur le plus pénalisé de la ligue est Tom Wilson des Capitals de Washington avec nonante-six minutes et l'équipe la plus pénalisée est le Lightning de Tampa Bay.

## Séries éliminatoires

### Déroulement des séries

#### Premier tour contre les Predators
Au cours de la saison régulière, les joueurs de la Caroline ont remporté les six premiers matchs joués contre les Predators de Nashville, quatrième équipe de la division Centrale. Alors que les deux équipes ne se sont jamais rencontrées au cours des séries de la Coupe Stanley, les joueurs de Nashville restent sur des victoires lors des deux dernières rencontres contre les Hurricanes.
| 17 mai 2021 | Caroline | 5-2 (1-1, 1-1, 3-0) | Nashville | PNC Arena 12 000 spectateurs |

| Feuille de match | Feuille de match | Feuille de match            | Feuille de match                                                                | Feuille de match                                                        |
| ---------------- | --- | --------------------------- | ------------------------------------------------------------------------------- | ----------------------------------------------------------------------- |
|                  | Teräväinen (Pesce, Lorentz) — 13 min 41 s Staal (Pesce) — 24 min 19 s Niederreiter (Nečas, Trocheck) — 42 min 26 s Staal — 48 min Svetchnikov — 58 min 13 s (CV) | 0-1 1-1 2-1 2-2 3-2 4-2 5-2 | Forsberg (Johansen, Ellis) — 12 min 14 s Haula (Duchene, Carrier) — 28 min 41 s | Arbitrage : Garrett Rank, Kelly Sutherland Libor Suchanek, Ryan Gibbons |
| Nedeljkovic      | Gardiens | Saros                       |                                                                                 | Arbitrage : Garrett Rank, Kelly Sutherland Libor Suchanek, Ryan Gibbons |
| 10 min           | Pénalités | 14 min                      |                                                                                 | Arbitrage : Garrett Rank, Kelly Sutherland Libor Suchanek, Ryan Gibbons |
| 38               | Tirs | 24                          |                                                                                 | Arbitrage : Garrett Rank, Kelly Sutherland Libor Suchanek, Ryan Gibbons |

| 19 mai 2021 | Caroline | 3-0 (1-0, 0-0, 2-0) | Nashville | PNC Arena 12 000 spectateurs |

| Feuille de match | Feuille de match                                                                                        | Feuille de match | Feuille de match | Feuille de match                                              |
| ---------------- | --- | ---------------- | ---------------- | ------------------------------------------------------------- |
|                  | Aho (Svetchnikov, Hamilton) — 8 min 3 s (SN) Aho (Pesce) — 59 min 7 s (CV) Foegele (Fast) — 59 min 32 s | 1-0 2-0 3-0      |                  | Arbitrage : Chris Lee, Jean Hebert Michel Cormier, Ryan Daisy |
| Nedeljkovic      | Gardiens                                                                                                | Saros            |                  | Arbitrage : Chris Lee, Jean Hebert Michel Cormier, Ryan Daisy |
| 18 min           | Pénalités                                                                                               | 10 min           |                  | Arbitrage : Chris Lee, Jean Hebert Michel Cormier, Ryan Daisy |
| 31               | Tirs | 32               |                  | Arbitrage : Chris Lee, Jean Hebert Michel Cormier, Ryan Daisy |

| 21 mai 2021 | Nashville | 5-4 (2 pr) (2-1, 1-2, 1-1, 0-0, 1-0) | Caroline | Bridgestone Arena 12 135 spectateurs |

| Feuille de match | Feuille de match | Feuille de match                    | Feuille de match | Feuille de match                                                     |
| ---------------- | --- | ----------------------------------- | --- | -------------------------------------------------------------------- |
|                  | Ellis (Jeannot, Sissons) — 4 min 35 s Forsberg (Ekholm, Saros) — 19 min 35 s Granlund (Haula, Josi) — 34 min 42 s (SN) Johansen (Ellis, Forsberg) — 45 min 1 s Duchene (Josi, Carrier) — 94 min 54 s | 1-0 1-1 2-1 2-2 2-3 3-3 4-3 4-4 5-4 | Aho — 15 min 44 s Staal (Foegele) — 23 min 31 s Trocheck (Svetchnikov, Aho) — 32 min 46 s (SN) Pesce (Teräväinen, Aho) — 56 min 39 s | Arbitrage : Francis Charron, Jon McIsaac Bryan Pancich, Andrew Smith |
| Saros            | Gardiens | Nedeljkovic                         | | Arbitrage : Francis Charron, Jon McIsaac Bryan Pancich, Andrew Smith |
| 6 min            | Pénalités | 14 min                              | | Arbitrage : Francis Charron, Jon McIsaac Bryan Pancich, Andrew Smith |
| 54               | Tirs | 56                                  | | Arbitrage : Francis Charron, Jon McIsaac Bryan Pancich, Andrew Smith |

| 23 mai 2021 | Nashville | 4-3 (2 pr) (1-1, 1-1, 1-1, 0-0, 1-0) | Caroline | Bridgestone Arena 12 135 spectateurs |

| Feuille de match | Feuille de match | Feuille de match            | Feuille de match                                                                                               | Feuille de match                                                   |
| ---------------- | --- | --------------------------- | --- | ------------------------------------------------------------------ |
|                  | Kunin (Granlund, Ellis) — 57 s Johansen (Duchene, Ekholm) — 24 min 53 s Cousins (Haula, Ekholm) — 43 min 15 s (SN) Kunin (Granlund, Järnkrok) — 96 min 10 s | 1-0 1-1 2-1 2-2 2-3 3-3 4-3 | Trocheck (Nečas) — 18 min 3 s McGinn (Lorentz, Martinook) — 38 min 5 s McGinn (Martinook, Staal) — 40 min 13 s | Arbitrage : Gord Dwyer, TJ Luxmore Bryan Pancich, Shandor Alphonso |
| Saros            | Gardiens | Nedeljkovic                 | | Arbitrage : Gord Dwyer, TJ Luxmore Bryan Pancich, Shandor Alphonso |
| 10 min           | Pénalités | 6 min                       | | Arbitrage : Gord Dwyer, TJ Luxmore Bryan Pancich, Shandor Alphonso |
| 43               | Tirs | 61                          | | Arbitrage : Gord Dwyer, TJ Luxmore Bryan Pancich, Shandor Alphonso |

| 25 mai 2021 | Caroline | 3-2 (pr) (1-1, 0-1, 1-0, 1-0) | Nashville | PNC Arena 12 000 spectateurs |

| Feuille de match | Feuille de match                                                                    | Feuille de match    | Feuille de match                                             | Feuille de match                                                         |
| ---------------- | ----------------------------------------------------------------------------------- | ------------------- | ------------------------------------------------------------ | ------------------------------------------------------------------------ |
|                  | Nečas (Hamilton) — 14 min 21 s (SN) Nečas (Slavin) — 52 min 55 s Staal — 62 min 3 s | 0-1 1-1 1-2 2-2 3-2 | Trenine (Josi) — 11 min 44 s Trenine (Sissons) — 20 min 53 s | Arbitrage : Wes McCauley, Frederick L'Ecuyer Andrew Smith, Bryan Pancich |
| Nedeljkovic      | Gardiens                                                                            | Saros               |                                                              | Arbitrage : Wes McCauley, Frederick L'Ecuyer Andrew Smith, Bryan Pancich |
| 8 min            | Pénalités                                                                           | 8 min               |                                                              | Arbitrage : Wes McCauley, Frederick L'Ecuyer Andrew Smith, Bryan Pancich |
| 37               | Tirs                                                                                | 25                  |                                                              | Arbitrage : Wes McCauley, Frederick L'Ecuyer Andrew Smith, Bryan Pancich |

| 27 mai 2021 | Nashville | 3-4 (pr) (1-1, 2-1, 0-1, 0-1) | Caroline | Bridgestone Arena 14 107 spectateurs |

| Feuille de match | Feuille de match                                                                                                 | Feuille de match            | Feuille de match | Feuille de match                                                   |
| ---------------- | --- | --------------------------- | --- | ------------------------------------------------------------------ |
|                  | Cousins (Haula, Harpur) — 1 min 44 s Granlund (Ellis) — 21 min 13 s Johansen (Josi, Granlund) — 27 min 32 s (SN) | 1-0 1-1 2-1 3-1 3-2 3-3 3-4 | McGinn (Nečas) — 4 min 21 s Aho (Hamilton) — 33 min 34 s (SN) Hamilton (Slavin, McGinn) — 53 min 59 s Aho (Slavin) — 61 min 6 s | Arbitrage : Steve Kozari, Brian Pochmara Bevan Mills, Jonny Murray |
| Saros            | Gardiens | Nedeljkovic                 | | Arbitrage : Steve Kozari, Brian Pochmara Bevan Mills, Jonny Murray |
| 6 min            | Pénalités | 8 min                       | | Arbitrage : Steve Kozari, Brian Pochmara Bevan Mills, Jonny Murray |
| 27               | Tirs | 31                          | | Arbitrage : Steve Kozari, Brian Pochmara Bevan Mills, Jonny Murray |

- Cet article est partiellement ou en totalité issu de l'article intitulé « Séries éliminatoires de la Coupe Stanley 2021 » (voir la liste des auteurs).

#### Deuxième tour contre le Lightning
Les Hurricanes retrouvent au second tour le Lightning, 3e au classement de la division Centrale. Ces derniers peuvent à nouveau compter sur leur joueur vedette, Nikita Koutcherov, de retour à temps pour les séries après avoir subi une opération de la hanche en décembre.
| 30 mai | Caroline | 1-2 (0-0, 0-1, 1-1) | Tampa Bay | PNC Arena 16 299 spectateurs |

| Feuille de match | Feuille de match                            | Feuille de match | Feuille de match                                                              | Feuille de match                                               |
| ---------------- | ------------------------------------------- | ---------------- | ----------------------------------------------------------------------------- | -------------------------------------------------------------- |
|                  | Bean (Svetchnikov, Fast) — 41 min 41 s (SN) | 0-1 1-1 1-2      | Point (Hedman, Koutcherov) — 28 min 15 s (SN) Goodrow (Coleman) — 52 min 39 s | Arbitrage : Chris Lee, Jean Hebert David Brisebois, Devin Berg |
| Nedeljkovic      | Gardiens                                    | Vassilevski      |                                                                               | Arbitrage : Chris Lee, Jean Hebert David Brisebois, Devin Berg |
| 6 min            | Pénalités                                   | 10 min           |                                                                               | Arbitrage : Chris Lee, Jean Hebert David Brisebois, Devin Berg |
| 38               | Tirs                                        | 30               |                                                                               | Arbitrage : Chris Lee, Jean Hebert David Brisebois, Devin Berg |

| 1er juin | Caroline | 1-2 (0-0, 0-1, 1-1) | Tampa Bay | PNC Arena 16 299 spectateurs |

| Feuille de match | Feuille de match                              | Feuille de match | Feuille de match                                                     | Feuille de match                                                      |
| ---------------- | --------------------------------------------- | ---------------- | -------------------------------------------------------------------- | --------------------------------------------------------------------- |
|                  | Svetchnikov (Staal, Teräväinen) — 58 min 30 s | 0-1 0-2 1-2      | Killorn (Stamkos) — 27 min 9 s Cirelli (Hedman, Černák) — 48 min 6 s | Arbitrage : Wes McCauley, Francis Charron Bryan Pancich, Andrew Smith |
| Nedeljkovic      | Gardiens                                      | Vassilevski      |                                                                      | Arbitrage : Wes McCauley, Francis Charron Bryan Pancich, Andrew Smith |
| 4 min            | Pénalités                                     | 4 min            |                                                                      | Arbitrage : Wes McCauley, Francis Charron Bryan Pancich, Andrew Smith |
| 32               | Tirs                                          | 15               |                                                                      | Arbitrage : Wes McCauley, Francis Charron Bryan Pancich, Andrew Smith |

| 3 juin | Tampa Bay | 2-3 (pr) (0-0, 2-2, 0-0, 0-1) | Caroline | Amalie Arena 13 544 spectateurs |

| Feuille de match | Feuille de match                                                                              | Feuille de match    | Feuille de match | Feuille de match                                                  |
| ---------------- | --------------------------------------------------------------------------------------------- | ------------------- | --- | ----------------------------------------------------------------- |
|                  | Point (Koutcherov, Stamkos) — 28 min 57 s (SN) Killorn (Koutcherov, Point) — 36 min 18 s (SN) | 0-1 0-2 1-2 2-2 2-3 | Pesce (Svetchnikov, Aho) — 25 min 15 s Aho (Teräväinen, Slavin) — 27 min 40 s Staal (Aho, Teräväinen) — 65 min 57 s (SN) | Arbitrage : Dan O'Rourke, Gord Dwyer Jonny Murray, Michel Cormier |
| Vassilevski      | Gardiens                                                                                      | Mrázek              | | Arbitrage : Dan O'Rourke, Gord Dwyer Jonny Murray, Michel Cormier |
| 4 min            | Pénalités                                                                                     | 6 min               | | Arbitrage : Dan O'Rourke, Gord Dwyer Jonny Murray, Michel Cormier |
| 37               | Tirs                                                                                          | 27                  | | Arbitrage : Dan O'Rourke, Gord Dwyer Jonny Murray, Michel Cormier |

| 5 juin | Tampa Bay | 6-4 (1-0, 4-4, 1-0) | Caroline | Amalie Arena 13 773 spectateurs |

| Feuille de match | Feuille de match | Feuille de match                        | Feuille de match | Feuille de match                                                    |
| ---------------- | --- | --------------------------------------- | --- | ------------------------------------------------------------------- |
|                  | Point (Palát, Černák) — 14 min 24 s Stamkos (Killorn, Point) — 29 min 54 s (SN) Koutcherov (Stamkos, Hedman) — 34 min 38 s (SN) Johnson (Colton, Maroon) — 37 min 10 s Stamkos (Koutcherov, Cirelli) — 39 min 37 s (SN) Koutcherov (Palát) — 46 min 1 s | 1-0 1-1 1-2 2-2 2-3 2-4 3-4 4-4 5-4 6-4 | Teräväinen (Staal, Svetchnikov) — 24 min 30 s Fast (Martinook, Slavin) — 25 min 9 s Hamilton (Aho, Svetchnikov) — 30 min 35 s Slavin (Paquette, Lorentz) — 32 min 41 s | Arbitrage : Eric Furlatt, Kevin Pollock Steve Barton, Scott Cherrey |
| Vassilevski      | Gardiens | Mrázek                                  | | Arbitrage : Eric Furlatt, Kevin Pollock Steve Barton, Scott Cherrey |
| 6 min            | Pénalités | 14 min                                  | | Arbitrage : Eric Furlatt, Kevin Pollock Steve Barton, Scott Cherrey |
| 26               | Tirs | 25                                      | | Arbitrage : Eric Furlatt, Kevin Pollock Steve Barton, Scott Cherrey |

| 8 juin | Caroline | 0-2 (0-0, 1-0, 1-0) | Tampa Bay | PNC Arena 16 299 spectateurs |

| Feuille de match | Feuille de match | Feuille de match | Feuille de match                                                  | Feuille de match                                                |
| ---------------- | ---------------- | ---------------- | ----------------------------------------------------------------- | --------------------------------------------------------------- |
|                  |                  | 1-0 2-0          | Point (Killorn, Koutcherov) — 24 min 6 s (SN) Colton — 49 min 4 s | Arbitrage : Chris Lee, Wes McCauley Mark Shewchyk, Jonny Murray |
| Nedeljkovic      | Gardiens         | Vassilevski      |                                                                   | Arbitrage : Chris Lee, Wes McCauley Mark Shewchyk, Jonny Murray |
| 8 min            | Pénalités        | 10 min           |                                                                   | Arbitrage : Chris Lee, Wes McCauley Mark Shewchyk, Jonny Murray |
| 29               | Tirs             | 25               |                                                                   | Arbitrage : Chris Lee, Wes McCauley Mark Shewchyk, Jonny Murray |

- Cet article est partiellement ou en totalité issu de l'article intitulé « Séries éliminatoires de la Coupe Stanley 2021 » (voir la liste des auteurs).

### Statistiques des joueurs
| No | Nationalité        | Joueur                | PJ | V | D | Min | BC | BL | Moy  | %Arr | A | Pun |
| -- | ------------------ | --------------------- | -- | - | - | --- | -- | -- | ---- | ---- | - | --- |
| 34 | République tchèque | Petr Mrázek           | 2  | 1 | 1 | 124 | 8  | 0  | 3,90 | 87,3 | 0 | 0   |
| 39 | États-Unis         | Alexander Nedeljkovic | 9  | 4 | 5 | 608 | 22 | 1  | 2,17 | 92,0 | 0 | 0   |

| No | Nationalité | Joueur           | PJ | B | A | Pts | Pun |
| -- | ----------- | ---------------- | -- | - | - | --- | --- |
| 19 | Canada      | Douglas Hamilton | 11 | 2 | 3 | 5   | 12  |
| 22 | États-Unis  | Brett Pesce      | 11 | 2 | 3 | 5   | 2   |
| 24 | Canada      | Jake Bean        | 11 | 1 | 0 | 1   | 4   |
| 42 | Canada      | Maxime Lajoie    | 2  | 0 | 0 | 0   | 2   |
| 51 | États-Unis  | Jake Gardiner    | 1  | 0 | 0 | 0   | 0   |
| 58 | Finlande    | Jani Hakanpää    | 11 | 0 | 0 | 0   | 4   |
| 74 | États-Unis  | Jaccob Slavin    | 8  | 1 | 5 | 6   | 0   |
| 76 | États-Unis  | Brady Skjei      | 11 | 0 | 0 | 0   | 8   |

| No | Nationalité        | Joueur             | Poste | PJ | B | A | Pts | Pun |
| -- | ------------------ | ------------------ | ----- | -- | - | - | --- | --- |
| 11 | Canada             | Jordan Staal       | AD    | 11 | 5 | 3 | 8   | 6   |
| 13 | Canada             | Warren Foegele     | C     | 10 | 1 | 1 | 2   | 10  |
| 16 | États-Unis         | Vincent Trocheck   | C     | 9  | 2 | 1 | 3   | 4   |
| 18 | Canada             | Cédric Paquette    | C     | 4  | 0 | 1 | 1   | 2   |
| 20 | Finlande           | Sebastian Aho      | AD    | 11 | 6 | 5 | 11  | 12  |
| 21 | Suisse             | Nino Niederreiter  | C     | 7  | 1 | 0 | 1   | 8   |
| 23 | Canada             | Brock McGinn       | C     | 11 | 3 | 1 | 4   | 4   |
| 37 | Russie             | Andreï Svetchnikov | AG    | 11 | 2 | 6 | 8   | 14  |
| 48 | Canada             | Jordan Martinook   | AD    | 11 | 0 | 3 | 3   | 4   |
| 67 | Canada             | Morgan Geekie      | AD    | 3  | 0 | 0 | 0   | 0   |
| 71 | Suède              | Jesper Fast        | AG    | 11 | 1 | 2 | 3   | 0   |
| 78 | Canada             | Steven Lorentz     | AD    | 11 | 0 | 3 | 3   | 4   |
| 86 | Finlande           | Teuvo Teräväinen   | C     | 11 | 2 | 4 | 6   | 12  |
| 88 | République tchèque | Martin Nečas       | AD    | 11 | 2 | 3 | 5   | 0   |